# WJLA 24/7 News
WJLA 24/7 Newsは、アメリカのシンクレア・ブロードキャスト・グループが所有するABC提携局WJLA-TV（チャンネル7）が運営する、ワシントンD.C.の地域ケーブルニューステレビチャンネル。主にワシントンD.C.、バージニア州北部、ワシントンD.C.首都圏内のメリーランド州郊外に焦点を当てた24時間ニュース報道を提供する。バージニア州アーリントンにあるWJLA-TVとロズリンを拠点とする「Circa News」とスタジオ設備及びオフィスを共有している。D.C.首都圏内の120万以上のケーブルテレビ世帯に配信されている。

## 歴史
1991年10月7日に「NewsChannel 8」として開始された。「8」のブランドは、ワシントン地域のケーブルプロバイダーに、親局であるABC加盟局のWJLA-TV（チャンネル7）と地元のCBS加盟局のWUSA-TVのチャンネル9の間にチャンネルを設置してもらうことを目的として、名前の一部として選択された。オルブリットンはまた、搬送契約でWJLAと共にチャンネルを束ねた。1995年、最初の放送の数時間または数日後にABCニュース番組のタイムシフト放送を開始した。
NewsChannel 8は当初、連邦規制によりケーブル事業者に料金の支払いが義務付けられるまで、広告収入源しかなかった。1997年に、同チャンネルは収益性が高いと報告され、オルブリットンによって連続収益が始まった。
NewsChannel 8の放送範囲がこれらの地域に拡大されると、1990年代の終わりまでに報道範囲はメリーランド州南部とプリンスウィリアム郡の政府会議を含むまで拡大された。2001年7月、視聴率でCNN、ヘッドラインニュース、MSNBC、CNBCを上回り、NewsChannel 8が最初の10年間で獲得した最高視聴者数となった。同年8月、コムキャストは同チャンネルをさらに10年間継続することに同意した。2002年8月、オルブリットン・コミュニケーションズはNewsChannel 8とWJLA-TVを合併し、前者は125人のスタッフのうち30人を解雇した。スプリングフィールドのチャンネルとワシントン北西部の放送局は、アーリントンのロズリン地区のツインタワーオフィス複合施設、ガネット・カンパニー、そしてUSAトゥデイのかつての本拠地に移転した。

1991年10月7日から2010年8月9日まで、及び2011年2月1日から2018年7月24日まで使用されていたNewsChannel 8としての旧ロゴ。

2006年9月5日、コムキャストはチャンネルの要求に応じてNewsChannel 8を一部のシステムのアナログ層のチャンネル28に移動し、チャンネル27の姉妹局WJLA-TVの隣に配置した（ワシントンD.C.近郊のコムキャストのシステムは、市場の放送局を20～29チャンネルの範囲に割り当てる。これは、2009年のデジタルテレビ放送への移行前に、テレビ局が放送信号との同一チャンネル干渉を避けるためにアナログで放送した際に生じたアーチファクトである）。
ワシントンD.C.以外のシステムでは、チャンネル7のWJLAの隣のチャンネル8で伝送する。ただし、どの場合でも、同チャンネルの高解像度フィードはデジタルチャンネル808で伝送される。2013年7月17日、衛星プロバイダーのディレクTVは、ワシントンD.C.市場内のチャンネル8でNewsChannel 8の放送を開始した。2015年12月21日、衛星プロバイダーであるディッシュ・ネットワークのDCエリアの放送ラインナップに追加され、同じくチャンネル8に追加された。
2010年8月9日、同チャンネルとWJLAの両方にニュースコンテンツを提供する最近設立されたニュースウェブサイト「TBD.com」と関連付けるために、「TBD TV」にブランド変更された。その後、オルブリットンは、2011年2月にニュースチャンネルのブランド名を元の「NewsChannel 8」の名前に戻した。
2013年7月29日、オルブリットン・コミュニケーションズは、NewsChannel 8やWJLA-TVを含むテレビグループ全体をハントバレーに本拠を置くシンクレア・ブロードキャスト・グループ（旗艦放送局WBFFの所有者、及び隣接するボルチモア市場の他の2つの放送局の運営者）に売却すると発表した。シンクレアは、全国的なケーブルニュースチャンネルを立ち上げるための拠点としてNewsChannel 8を利用する可能性があると示唆していた。
2018年7月23日、WJLAは、NewsChannel 8のブランド名を同年7月24日火曜日に「WJLA 24/7 News」に変更し、放送局WJLA-TVのコールレターとさらに一致させると発表した。
2021年3月25日、シンクレアはWIAV-CDでATSC 3.0の運用を開始し、初めて放送局経由でチャンネルを無線で利用できるようにした。

## 番組
チャンネル名に「24/7」とあるにもかかわらず、実際には平日5:00から翌1:00まで、土曜日6:30から翌2:00まで、日曜日7:00から翌1:30まで、地方及び全国のニュース番組を提供している。残りの空いた時間はインフォマーシャルに費やされる。

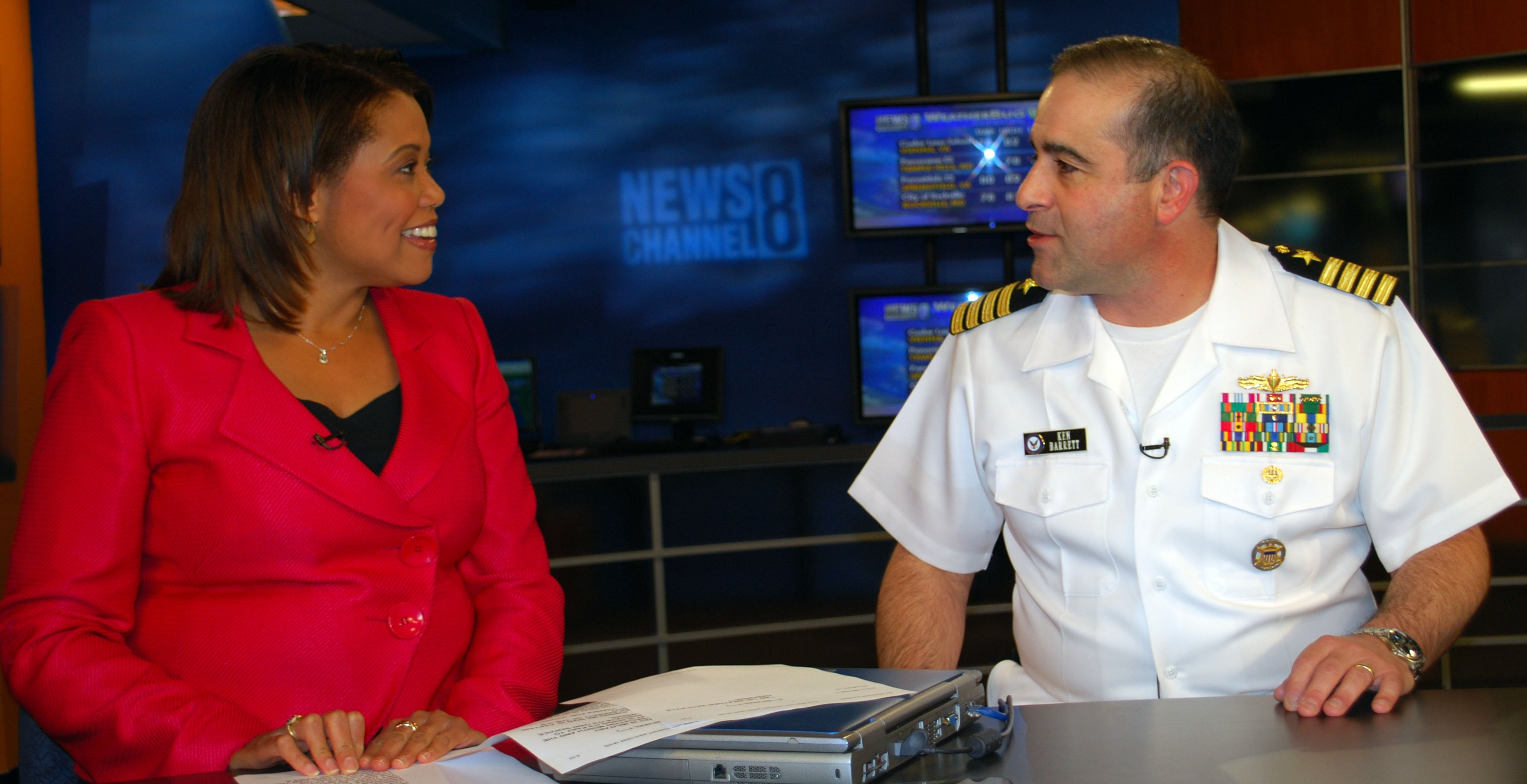
ロゴを背景にしたNewsChannel 8スタジオ

WJLA 24/7 News（NewsChannel 8として）は、光ファイバー配信システムを通じて、ワシントンD.C.首都圏の3つの地理的地域を対象とした番組と広告を提供しており、かつては「The Washington Report」（コロンビア特別区に影響を与えるニュース記事を特集）、「The Virginia Report」（バージニア州北部のニュース記事を特集）、「The Maryland Report」（メリーランド州の隣接する郊外地域のコミュニティからのニュースを特集）など、平日夜に特定の「Zone Reports（ゾーン・リポーツ）」をこれらの地域に放送することで知られていた。適切な版が地域内の各ケーブルシステムに供給された。ニュース放送は、各「ゾーン」に合わせて特別に調整された2番目のコーナー（最初のコマーシャルブレークと2番目のコマーシャルブレークの間に放送）を除いて、全て同じだった。2009年にこの慣行を廃止した。
独自のアンカーと特定の気象学者を雇用し、報道スタッフと気象スタッフをWJLA-TVと共有している。この2つのニュース業務は、ケーブルチャンネルとテレビ局がそれぞれ放送する週末夕方のニュース番組に同じ放送ニューススタッフを配置している。同チャンネルは（姉妹放送局と共に）ワシントンD.C.に支局を運営している。
ニュース番組を放送していない時は、ABCニュース番組のほか、『Government Matters』（連邦政府職員と請負業者、及び「政府のビジネス」を対象としたニュース番組）や『SportsTalk』（スポーツディスカッション番組）などの様々なローカル番組のアンコールプレゼンテーションを放送する。
これまでのトーク番組には、『Moms Talk』（主婦2人がホストを務める月曜日朝のアドバイス番組）、水曜日の映画レビュー番組『Entertainment Forecast』、『NewsTalk』（著名なニュースメーカーが出演する毎日1時間の生放送の視聴者参加番組）、『Capital Insider』（政治討論番組）、『Goss' Garage』（土曜日朝の自動車番組）、『The Arch Campbell Show』（エンターテインメントニュース番組）、『Capital Golf Weekly』（ゴルフ指導とスポーツの特集リポートを特集する番組）などがあった。
2015年、メジャーリーグサッカーのD.C. ユナイテッドはシンクレア・ブロードキャスト・グループと新たな複数年契約を結び、チームの地方試合全26試合を当時のNewsChannel 8とWJLAで放送し、CSNミッドアトランティックの後を継いだ。

## 著名な放送スタッフ

### 著名な過去の放送スタッフ
- リサ・フレッチャー（英語版） - アンカー/リポーター（2016年4月12日に閉局されるまで、『ザ・ストリーム（英語版）』のホストであるアルジャジーラ・アメリカ（英語版）に所属していたが、同年後半にWJLA/NewsChannel 8に戻った）
- モリス・ジョーンズ - アンカー/リポーター（2016年5月にネットワークを退職）
- ブリット・マクヘンリー（英語版） - スポーツアンカー/リポーター（2017年4月26日までESPNに所属）
- ジョー・ウィッテ（英語版） - 気象学者（現：ゴダード宇宙飛行センター研究員）